# Integrador social
El integrador social o integradora social es una persona técnica superior capacitada parar realizar una intervención directa en cualquier grupo social. Desarrolla acciones dirigidas a prevenir y/o solventar las situaciones de exclusión social, promoviendo la igualdad de oportunidades y condiciones de todas las personas y colectivos, mediante intervenciones especializadas, estrategias socioeducativas y acompañamiento.
Esta profesional requiere de diferentes habilidades para poder desempeñar correctamente su labor. Debe tener habilidades relacionadas con la comunicación e interpersonales, capacidad de realizar escucha activa y resolución de conflictos, iniciativa, empatía y sensibilidad social, entre otras.
La persona integradora social trabaja en red con otros profesionales del sector, es decir, con un equipo multidisciplinar, en el que pueden intervenir desde profesionales de la educación social, pedagogía, psicología, profesorado, etc. con la finalidad de mejorar las intervenciones individualizadas. El trabajo en red permite que cada miembro aporte su punto de vista, desde su ámbito profesional, proporcionando diversas estrategias, recursos y herramientas, más adecuadas en la situación de cada persona atendida.

## Ámbitos de trabajo
Los ámbitos de trabajo del integrador social pueden ser varios, a veces perteneciendo a servicios sociales, y los colectivos son:
- Mujeres víctimas de violencia de género.
- Tercera edad.
- Drogodependencia.
- Personas con diversidad funcional de tipo física.
- Personas con diversidad funcional de tipo intelectual.
- Personas con diversidad funcional de tipo cognitivo.
- Personas en situación sin hogar (P.S.H)
- Infancia y adolescentes en riesgo de exclusión social.
- Familia e menores.
- Personas derivadas y/o que permanecen dentro del sistema penitenciario.
- Minorías étnicas e migrantes.
- Desempleados de larga duración y/o personas con dificultades para la inserción laboral.

Además de otros colectivos en riesgo de exclusión.

## Competencias profesionales
1. Elaborar proyectos de integración social aplicando la normativa legal vigente e incorporando la perspectiva de género.
2. Dirigir la implementación de proyectos de integración social coordinando las actuaciones necesarias para llevarlas a cabo y supervisando la realización de las actividades con criterios de calidad.
3. Realizar actuaciones administrativas asociadas al desarrollo del proyecto, aplicando las tecnologías de la información y la comunicación para gestionar la documentación generada.
4. Programar actividades de integración social aplicando los recursos y estrategias metodológicas más adecuadas.
5. Diseñar e implementar actuaciones para prevenir la violencia doméstica, evaluando el desarrollo de las mismas.
6. Diseñar actividades de atención a las necesidades físicas y psicosociales en función de las características de los usuarios y del contexto, controlando y evaluando el desarrollo de las mismas.
7. Organizar las actividades de apoyo a la gestión doméstica en función de las características de la unidad de convivencia, controlando y evaluando el desarrollo de las mismas.
8. Organizar e implementar actividades de apoyo psicosocial mostrando una actitud respetuosa con la intimidad de las personas y evaluando el desarrollo de las mismas.
9. Organizar e implementar actividades de entrenamiento en habilidades de autonomía personal y social, evaluando los resultados conseguidos.
10. Diseñar e implementar actividades de intervención socioeducativa dirigidas al alumnado con necesidades educativas específicas colaborando con el equipo interdisciplinar.
11. Organizar e implementar programas de inserción laboral y ocupacional, evaluando el desarrollo de los mismos y su ajuste al itinerario prefijado.
12. Entrenar en habilidades de comunicación haciendo uso de sistemas alternativos o aumentativos y motivando a las personas usuarias en la utilización de los mismos.
13. Realizar tareas de mediación entre personas y grupos aplicando técnicas participativas y de gestión de conflictos de forma eficiente.
14. Aplicar protocolos establecidos en materia de primeros auxilios en situaciones de accidente o emergencia.
15. Realizar el control y seguimiento de la intervención con actitud autocrítica y aplicando criterios de calidad y procedimientos de retroalimentación para corregir las desviaciones detectadas.
16. Mantener relaciones fluidas con los usuarios y sus familias, miembros del grupo de trabajo y otros profesionales, mostrando habilidades sociales y aportando soluciones a los conflictos que surjan.
17. Adaptarse a las nuevas situaciones laborales, manteniendo actualizados los conocimientos científicos, técnicos y tecnológicos relativos a su entorno profesional, gestionando su formación y los recursos existentes en el aprendizaje a lo largo de la vida y utilizando las tecnologías de la información y la comunicación.
18. Resolver situaciones, problemas o contingencias con iniciativa y autonomía en el ámbito de su competencia, con creatividad, innovación y espíritu de mejora en el trabajo personal y en el de los miembros del equipo.
19. Organizar y coordinar equipos de trabajo, supervisando el desarrollo del mismo, con responsabilidad, manteniendo relaciones fluidas y asumiendo el liderazgo, así como, aportando soluciones a los conflictos grupales que se presentan.
20. Comunicarse con sus iguales, superiores, clientes y personas bajo su responsabilidad utilizando vías eficaces de comunicación, transmitiendo la información o conocimientos adecuados, y respetando la autonomía y competencia de las personas que intervienen en el ámbito de su trabajo.
21. Generar entornos seguros en el desarrollo de su trabajo y el de su equipo, supervisando y aplicando los procedimientos de prevención de riesgos laborales y ambientales de acuerdo con lo establecido por la normativa y los objetivos de la empresa.
22. Supervisar y aplicar procedimientos de gestión de calidad, de accesibilidad universal y de diseño para todos, en las actividades profesionales incluidas en los procesos de producción o prestación de servicios.
23. Realizar la gestión básica para la creación y funcionamiento de una pequeña empresa y tener iniciativa en su actividad profesional con sentido de la responsabilidad social.
24. Ejercer sus derechos y cumplir con las obligaciones derivadas de su actividad profesional, de acuerdo con lo establecido en la legislación vigente, participando activamente en la vida económica, social y cultural.

## Lugares de trabajo y funciones de un integrador social
- Entidades privadas: con ánimo de lucro o sin ánimo de lucro (ONG, Fundaciones y Asociaciones).
- Administraciones públicas:
  - Concejalías: Servicios Sociales y Educación.
  - Consejerías: Educación, Bienestar social y Servicios Sociales.
  - Administración General del Estado: Integrador Social, Reinserción Social, Cuerpo de Ayudante de Instituciones Penitenciarias.

- Programas específicos: atendiendo a distintos colectivos:
  - Centros de Internamiento e Instituciones Penitenciarias.
  - Residencias de Tercera Edad.
  - Centros de Salud Mental.
  - Centros de Servicios Sociales.
  - Servicios de Ayuda a Domicilio.
  - Centros de acogida (mujeres, menores...)
  - Centros de Inserción Ocupacional y Profesional. Otros Centros
  - Residenciales (viviendas tuteladas, pisos, drogodependientes, residencias de personas con discapacidad...).

Las funciones que puede desempeñar un integrador social, dependen mucho de la denominación de entidad privada o de la administración pública donde se desarrolle el trabajo. Las funciones o puestos de trabajo más relevante pueden ser los siguientes:
- Técnico de Programas de Ayuda a Domicilio.
- Técnico de Programas de Prevención e Inserción Social.
- Técnico de Inserción Ocupacional.
- Educador de Equipamientos Residenciales de diverso tipo.
- Educador de Discapacitados físicos, psíquicos y sensoriales.
- Técnico de Movilidad Básica.
- Preparador laboral.
- Monitor Rehabilitador Psicosocial.

## Para más información puedes visitar los siguientes enlaces
1. http://www.slideshare.net/caj0n_d3sorden/perfil-del-integrador-social
2. https://www.unir.net/ciencias-sociales/revista/que-es-integrador-social/

- Datos: Q16643377